# John Sherman
John Sherman (Lancaster, 10 de maio de 1823 — Washington, D.C., 22 de outubro de 1900) foi um engenheiro, jurista e político norte-americano. Sherman foi membro da Câmara dos Representantes dos Estados Unidos. membro do Senado dos Estados Unidos pelo estado do Ohio, 32.º Secretário do Tesouro, presidente pro tempore do Senado dos Estados Unidos entre dezembro de 1885 e fevereiro de 1887 e 35.º Secretário de Estado. Era irmão do general William Tecumseh Sherman.

## Vida
Nascido em Lancaster, Ohio, Sherman mais tarde mudou-se para Mansfield, Ohio, onde começou uma carreira jurídica antes de entrar para a política. Inicialmente um Whig, Sherman estava entre os ativistas anti-escravidão que formaram o que se tornou o Partido Republicano. Exerceu três mandatos na Câmara dos Deputados. Como membro da Câmara, Sherman viajou para o Kansas para investigar a agitação entre partidários pró e contra a escravidão lá. Ele subiu na liderança do partido e quase foi eleito presidente da Câmara em 1859. Sherman foi eleito para o Senado em 1861. Como senador, ele foi um líder em questões financeiras, ajudando a redesenhar o sistema monetário dos Estados Unidos para atender às necessidades de uma nação dilacerada pela guerra civil. Ele também atuou como presidente da Comissão de Agricultura do Senado durante seus 32 anos no Senado. Após a guerra, ele trabalhou para produzir uma legislação que restaurasse o crédito da nação no exterior e produzisse uma moeda estável lastreada em ouro em casa.
Membro do Partido Republicano, atuou nas duas casas do Congresso dos EUA. Ele também atuou como Secretário do Tesouro e Secretário de Estado. Sherman tentou a nomeação presidencial republicana três vezes, chegando mais perto em 1888, mas nunca foi escolhido pelo partido.
Servindo como Secretário do Tesouro na administração de Rutherford B. Hayes, Sherman continuou seus esforços para a estabilidade financeira e solvência, supervisionando o fim das medidas inflacionárias em tempos de guerra e um retorno ao dinheiro lastreado em ouro. Ele retornou ao Senado depois que seu mandato expirou, servindo lá por mais dezesseis anos. Durante esse tempo, ele continuou seu trabalho sobre legislação financeira, bem como escrevendo e debatendo leis sobre imigração, direito da concorrência empresarial e regulamentação do comércio interestadual. Sherman foi o principal autor do Sherman Antitrust Act, para limitar os monopólios, que foi sancionado pelo presidente Benjamin Harrison em 2 de julho de 1890. Em 1897, o presidente William McKinley nomeou-o Secretário de Estado. A saúde debilitada e o declínio das faculdades o tornaram incapaz de lidar com os fardos do trabalho, e ele se aposentou em 1898, no início da Guerra Hispano-Americana. Sherman morreu em sua casa em Washington, D.C., em 1900, aos 77 anos.